# Comté de Dyer
Le comté de Dyer est un comté de l'État du Tennessee, aux États-Unis.